# هرمان فن اسونفلت
هرمان فن اسونفلت (هلندی: Herman van Swanevelt؛ ۱۶۰۳ – ۱۶۵۵) نقاشسبک باروک اهل هلند بود.
استاد اصلی وی مشخص نیست اما گفته می‌شود زیرنظر ویلم پیترسون بویتوخ نقاشی را آموخته‌است، او اولین آثار امضا شده و تاریخ دار خود را در سال ۱۶۲۳ در پاریس نقاشی کرد. در سال ۱۶۲۹ او به رم نقل مکان کرد، جایی که مناظر زیادی را نقاشی کرد. نقاشی‌های مورد توجه خانواده باربرینی و اوربان هشتم پاپ واتیکان بود. اسونفلت در سال ۱۶۴۱ به پاریس بازگشت و در آنجا به جز بازدیدهای گاه به گاه از زادگاهش ووردن در آنجا ماند. او در سال ۱۶۵۱ به عضویت آکادمی سلطنتی نقاشی و مجسمه‌سازی درآمد.

## نگارخانه

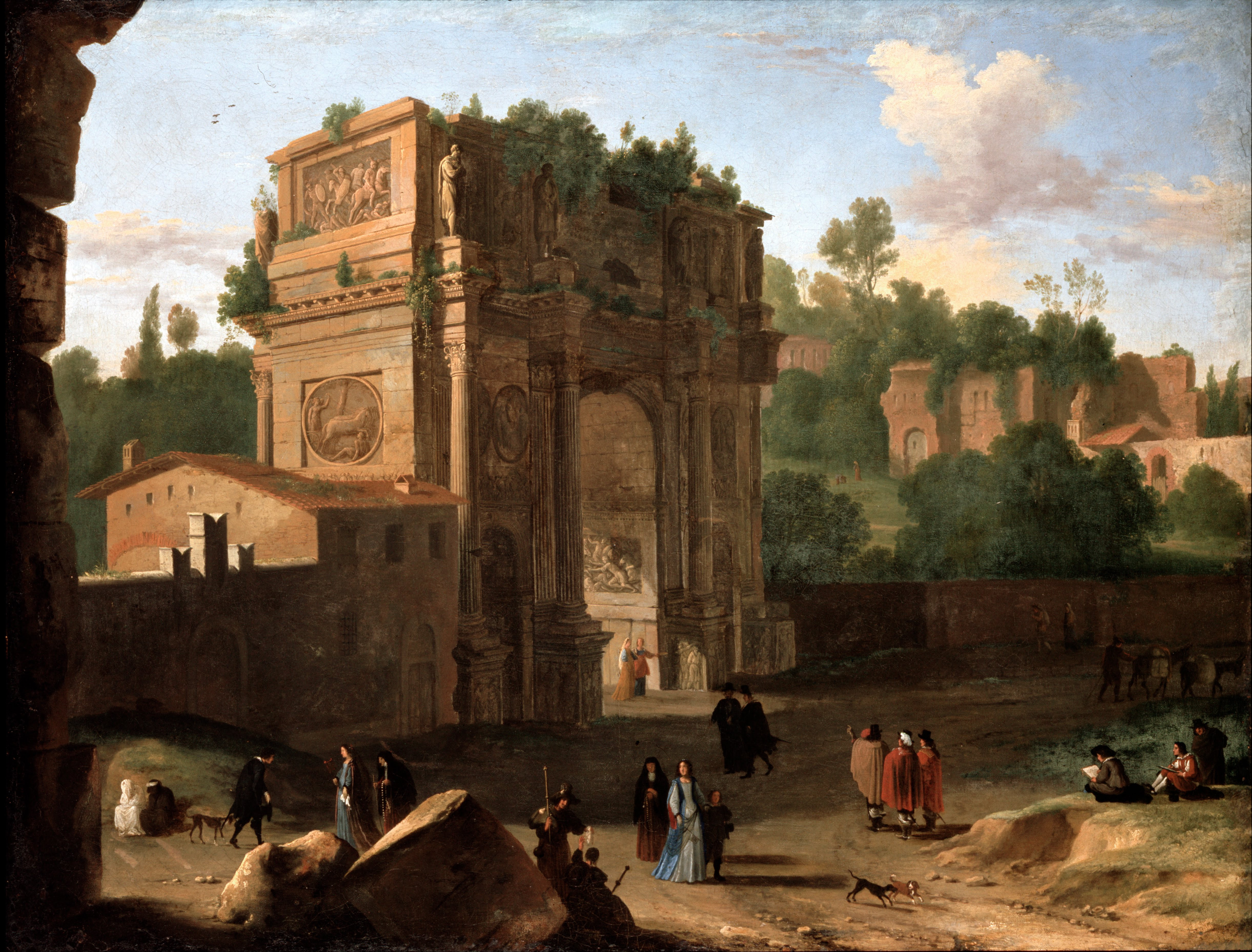
The طاق کنستانتین،  رم
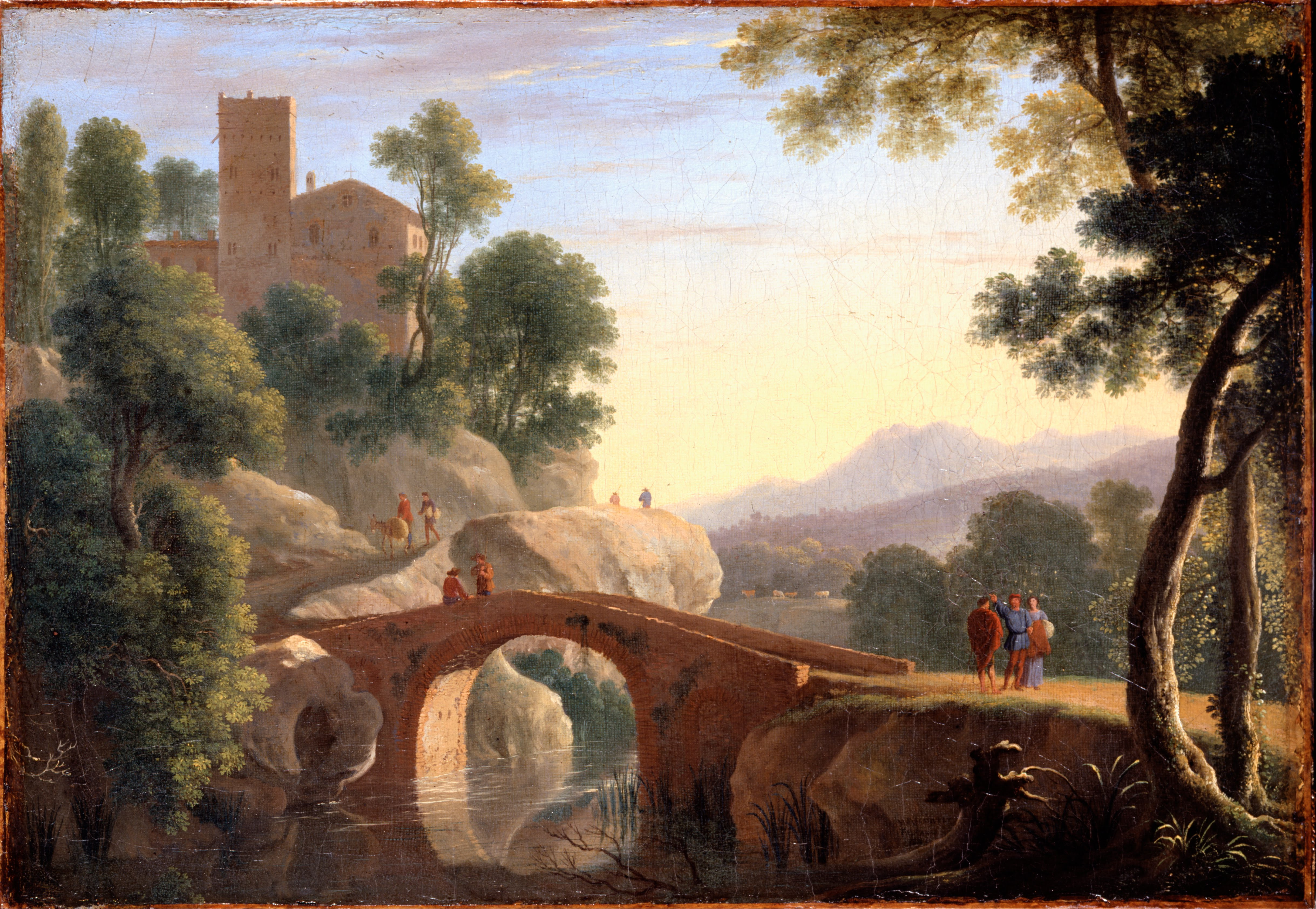
An Italian Landscape with a Bridge
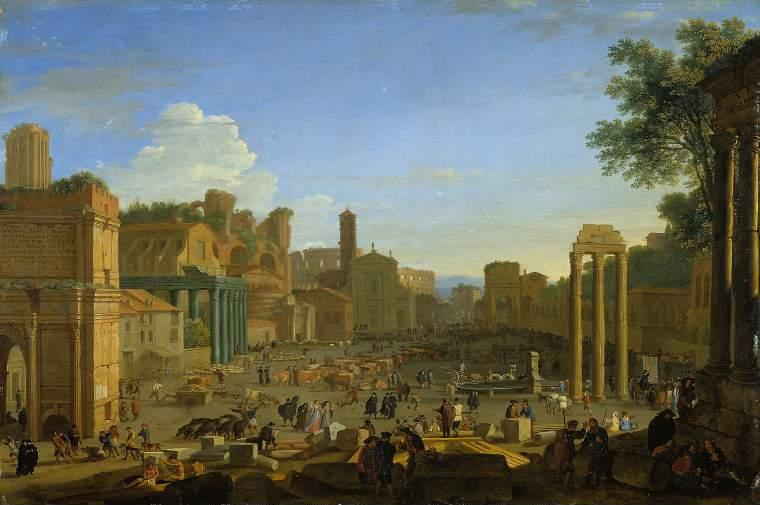
فروم رم
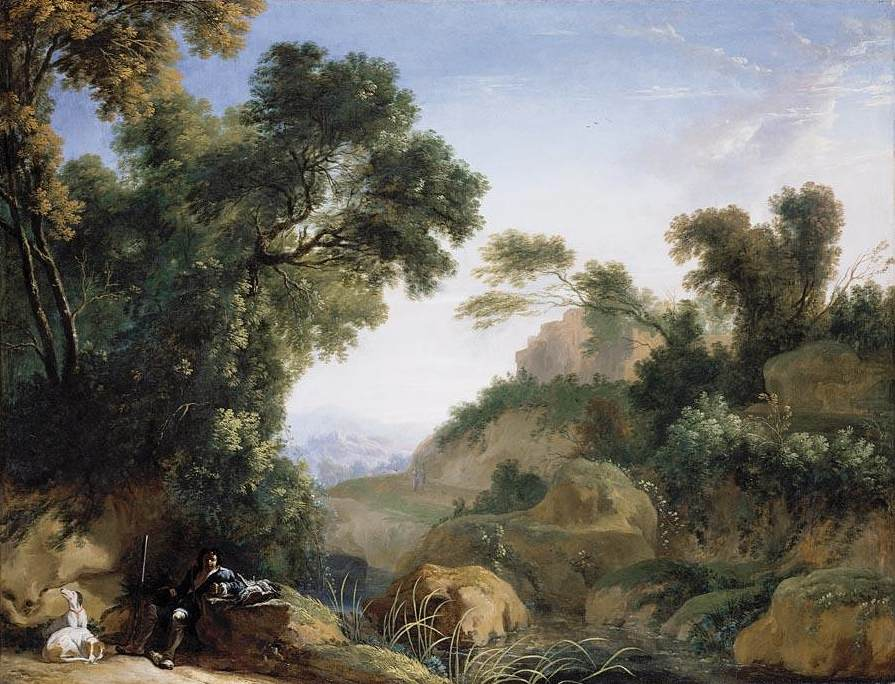
A Huntsman at Rest
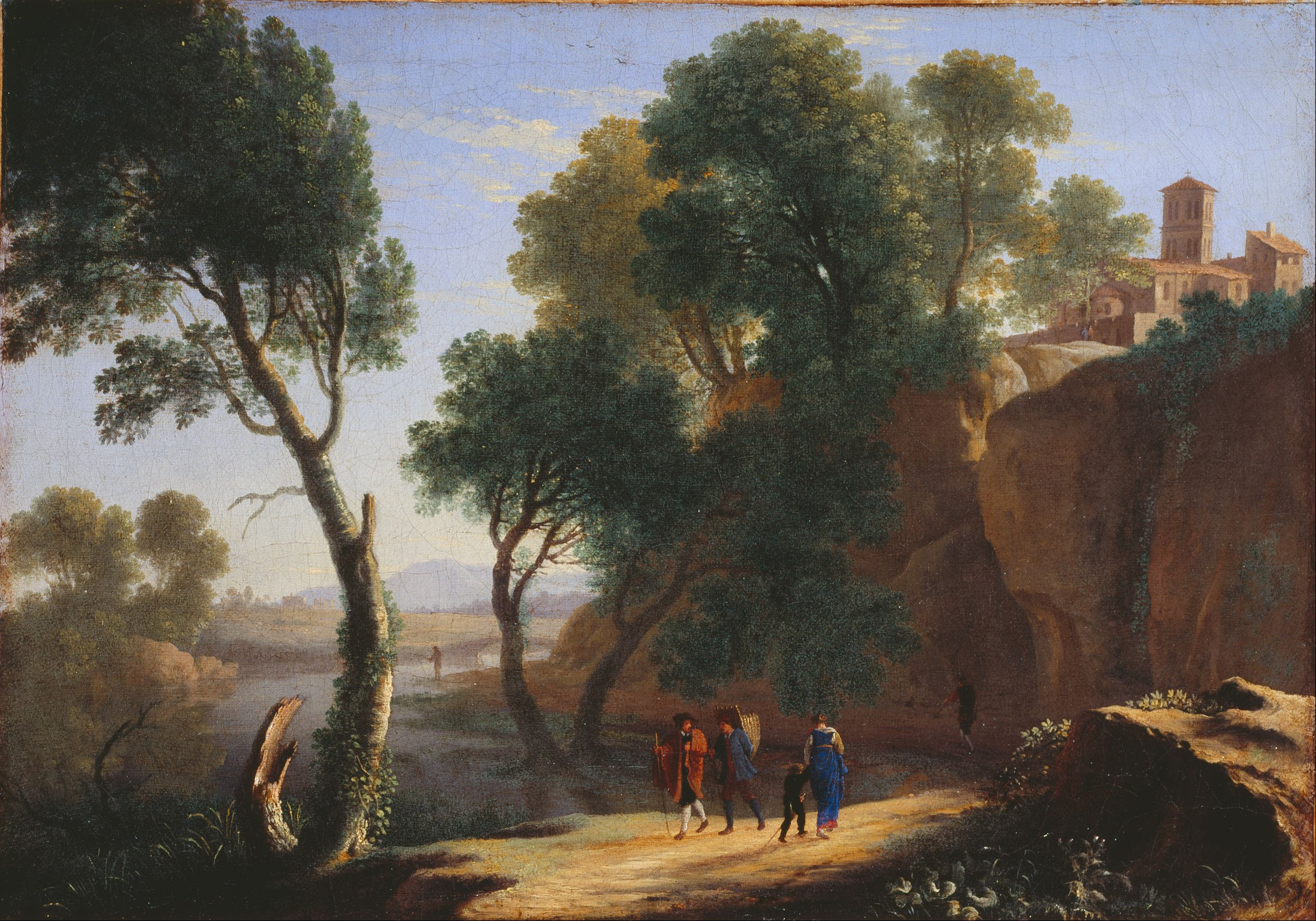
An Italian Landscape